# Andrena boyerella
Andrena boyerella är en biart som beskrevs av Dours 1872. Andrena boyerella ingår i släktet sandbin, och familjen grävbin. Inga underarter finns listade i Catalogue of Life.